# Turtle Bay Airfield
L'Aeroporto della Baia delle Tartarughe (In inglese: Turtle Bay Airfield) o Fighter Field # 1 è un ex aeroporto della Seconda Guerra Mondiale sull'isola di Espiritu Santo nelle Isole Nuove Ebridi.

## Storia

### Seconda guerra mondiale
Le prime basi su Espiritu Santo furono stabilite dalla Marina degli Stati Uniti come basi difensive per proteggere la struttura esistente a Efate e per sostenere la campagna delle isole Salomone, tuttavia la sua posizione strategica portò alla sua espansione in una delle più grandi basi avanzate nel Pacifico meridionale. Un gruppo di Seebee dal distaccamento del 3º Battaglione di Costruzione (1º Battaglione di Costruzione Navale) con una batteria antiaerea del 4º Battaglione della Difesa e una compagnia di fanti di colore arrivò a Santo l'8 luglio 1942 per iniziare i lavori sull'aerodromo di Turtle Bay per bombardare il campo d'aviazione che i giapponesi stavano costruendo a Guadalcanal. Ai Seebee furono concessi venti giorni di tempo per costruire il campo d'aviazione, assistiti da 295 fanti, 90 Marines e 50 nativi. Lavorando tutto il giorno, una pista di 1.800 m venne sgomberata ed rivestita con corallo bianco entro il tempo dato. Il 28 luglio arrivò il primo squadrone di caccia, seguito il giorno successivo dai B-17 del 26º squadrone di bombardamento. Gli aerei sono stati alimentati da tamburi e hanno effettuato il loro primo attacco alle forze giapponesi a Guadalcanal il 30 luglio.
Le unità USAAF con sede a Turtle Bay includevano:
- Il 26th Bombardment Squadron con i B-17 luglio-agosto 1942.

Le unità della US Navy e USMC con sede a Turtle Bay includevano:
- Marine Aircraft Group 11 (MAG-11)
  - VMO-251 con i F4F Agosto–Novembre 1942
  - VS-3 con gli SBD Settembre–Novembre 1942[5]
  - VMF-213 con i F4U 8 Giugno 1943[6]
  - VMF-214 con i F4U 7 Dicembre 1943[6]
  - VMF-115 con i F4U 13 Giugno 1944[6]
  - VMF-121 con i F4U[5]
- MAG-14[6]
  - VMFA-212[6]
- MAG-33[6]

Il 26 ottobre 1944 un PBJ-1D numero di matricola: #35152 del VMB-611 precipitò a Turtle Bay.

### Dopoguerra
Il Fighter One fu soppresso il 2 gennaio 1945. NOB Espiritu Santo venne sciolto il 12 giugno 1946. Attualmente l'aeroporto è in gran parte ricoperto di vegetazione.

## Galleria d'immagini

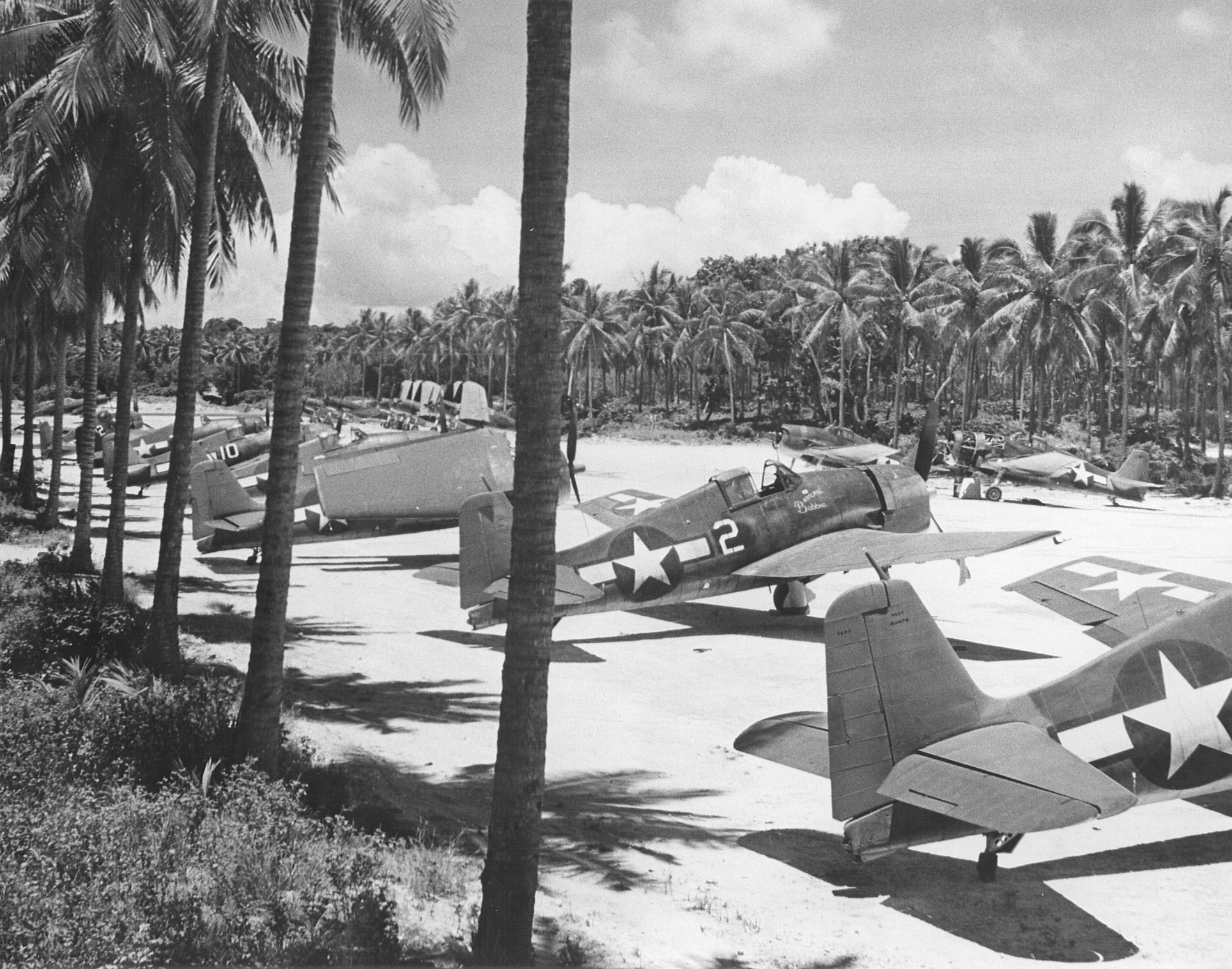
F6F-3 Hellcats del VF-40 a Turtle Bay.
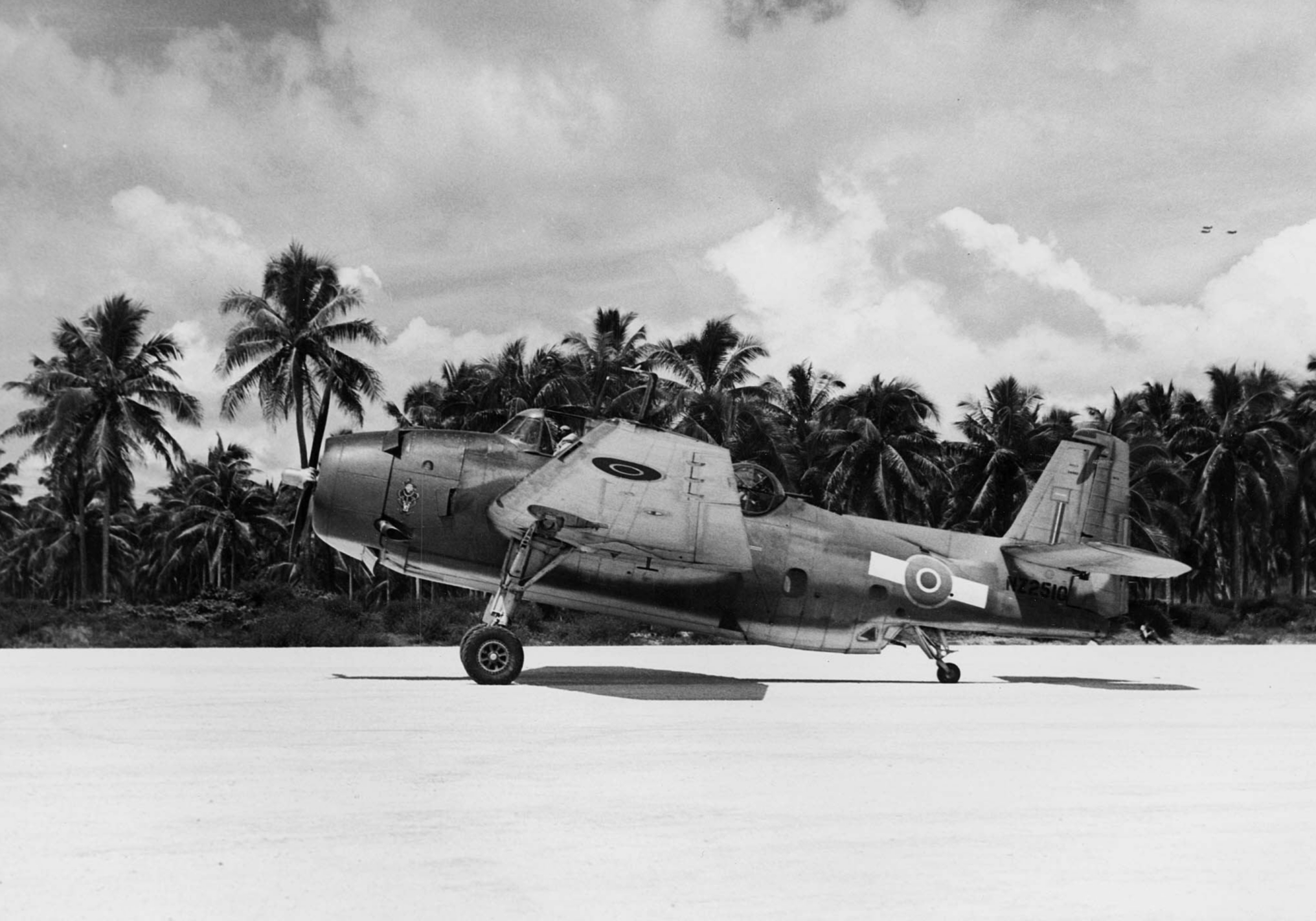
Un TBF-1C del No. 30 Squadron RNZAF a Turtle Bay, febbraio 1944.
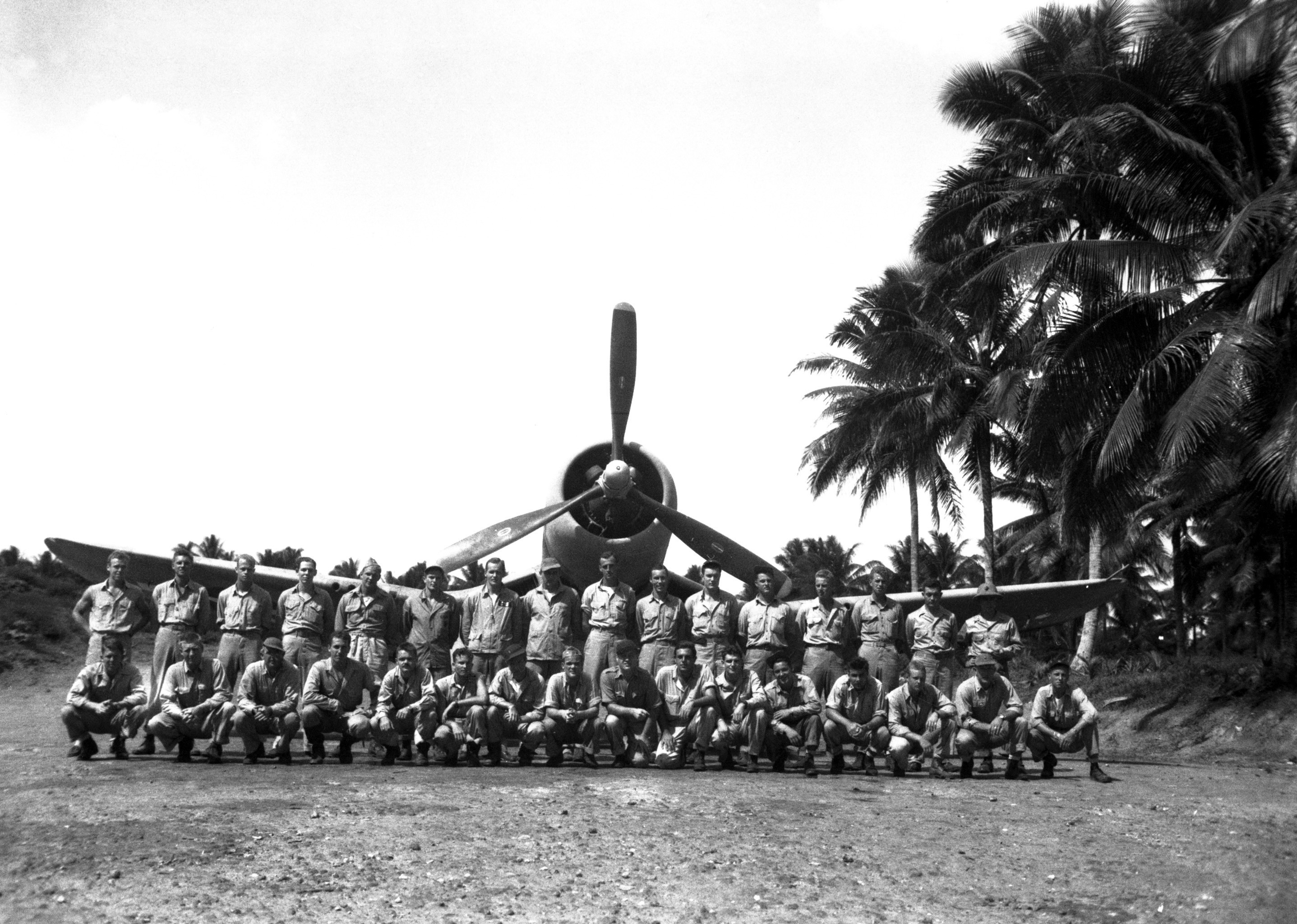
Il VMF-214 a Turtle Bay nel settembre 1943.